# Рольф, Лилиан
Лилиан Вера Рольф (англ. Lilian Vera Rolfe; 26 апреля 1914, Лондон — 5 февраля 1945, концлагерь Равенсбрюк) — британская разведчица времён Второй мировой.

## Биография

### Семья
Родилась в семье Джорджа Рольфа, британского дипломата, работавшего во Франции. У неё также была сестра-близнец Хелен Федора Рольф. Бабушка и дедушка по отцовской линии проживали в Лондоне.

### Годы войны

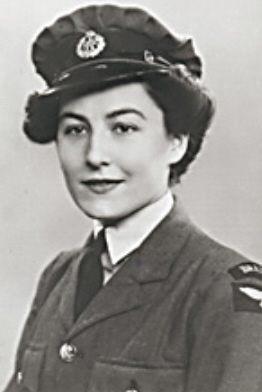
Лилиан Рольф в военной форме

Детство Лилиан провела в Париже, в возрасте 16 лет уехала в Бразилию, где окончила школу. В 1940 году она выехала в Англию, где в 1943 году заступила на службу в Женские вспомогательные воздушные силы, а благодаря знанию французского языка была завербована Управлением специальных операций в качестве радиста.
5 апреля 1944 была сброшена на парашюте под Орлеаном, где встретилась с руководителем разведывательной сети «Хисториан» Джорджем Уилкинсоном. Передавала важнейшие сообщения сети в Лондон о передислокации немецких сил, а также участвовала в перестрелках с немцами (одним из её сражений стала битва за Оливе, город южнее Орлеана).
Арестована 31 июля 1944 после того, как её руководитель выдал личные данные Лилиан. Брошена в тюрьму Фреснес в Париже, в августе 1944 года переведена в концлагерь Равенсбрюк. По свидетельству охранника концлагеря, не могла физически передвигаться.
Казнена 5 февраля 1945 вместе с Сесили Лефор, Дениз Блох и Виолеттой Шабо. Тела всех четверых были кремированы.
Посмертно награждена французским Военным крестом Второй мировой.

## Память
- Память Лилиан Рольф увековечена на мемориале Раннимид в графстве Суррей (Великобритания).
- В её честь был открыт дом-музей на Вансен-Эстэйт в округе Лондона Ламбет.
- Её имя носит улица в городе Монтаржи (департамент Луара).
- Её имя упомянуто на доске почёта в городе Валенсай (департамент Эндр).